# Consolida incana
Consolida incana är en ranunkelväxtart som först beskrevs av E. D. Clarke, och fick sitt nu gällande namn av Philip Alexander Munz. Consolida incana ingår i släktet åkerriddarsporrar, och familjen ranunkelväxter. Inga underarter finns listade i Catalogue of Life.